# Xinxil·loïdeus
Els xinxil·loïdeus (Chinchilloidea) són una superfamília de mamífers rosegadors del parvordre dels caviomorfs. Aparegueren durant l'Oligocè inferior, fa 29 milions d'anys, a Sud-amèrica, d'on no han sortit des d'aleshores. Haurien divergit dels seus parents més propers, els octodontoïdeus fa aproximadament 35 milions d'anys, durant l'Eocè superior. Alguns representants extints d'aquest grup eren colossals; per exemple, Phoberomys, del Miocè superior/Pliocè inferior, atenyia un pes de 700 kg.